# Saliña (Curaçao)
Saliña is een woonwijk ten zuidoosten van Willemstad op Curaçao. Hier bevinden zich vele winkels, restaurants, cafés, banken en een winkelcentrum.  De hoofdweg gaat richting het oosten over in de Caracasbaaiweg die loopt dan door naar de Caracasbaai en de Janthielbaai, waar de 3 grote resorts zijn gelegen. Ook duiken behoort tot de mogelijkheden. Voetbalclub Atlétiko Saliña komt uit de wijk.